# Zell (Zúrich)
Zell es una comuna suiza del cantón de Zúrich, situada en el distrito de Winterthur. Limita al noroeste con la comuna de Winterthur, al noreste Schlatt, al este con Turbenthal, sur con Wildberg, al suroeste con Weisslingen, y al oeste con Kyburg.